# Гранодіорит

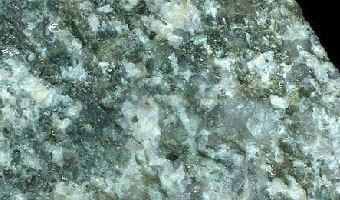
Гранодіорит

Гранодіорит, Ґранодіорит (рос.гранодиорит, англ. granodiorite, нім. Granodiorit m) — глибинна кисла магматична гірська порода, за мінералогічним складом проміжна між гранітом і кварцовим діоритом. На 65-90 % складається з плагіоклазу, калієво-натрієвого польового шпату, кварцу, рогової обманки, біотиту, іноді піроксену.
Акцесорні мінерали; титаніт, апатит, рідше — циркон і інш.
За мінеральним складом виділяють гранодіорит: авгіт-роговообманковий, авгітовий, біотит-роговообманковий, біотит-роговообманко-авгітовий, біотитовий, гіперстен-біотитовий, роговообманковий, піроксен-роговообманковий.
За структурою і текстурою розрізнюють гранодіорити: порфірові, рівномірно-, крупно-, середньо-, дрібно-, тонкозернисті, аплітові, пегматоїдні, міаролові, масивні, ґнейсоподібні, смугасті, плямисті. Гранодіорит — глибинний аналог дациту.
Колір зеленувато-сірий. Щільність 2,65. Модуль Юнга 58-76 ГПа. Коефіцієнт Пуассона 0,2-0,3; міцність на стиснення 100—300 МПа.
Гранодіорити утворюють інтрузивні тіла, поширені в складчастих поясах, в активних окраїнах континентів.
Гранодіорити розвинені майже у всіх районах, де поширені кислі глибинні породи (Урал, Казахстан, Алтай, Кордильєри, Анди). Поширений в межах Українського щита.